# جيريمي هاو
جيريمي هاو (بالإنجليزية: Jeremy Howe)‏ (5 سبتمبر 1973 في المملكة المتحدة - ) هو لاعب كرة قدم بريطاني في مركز الوسط. لعب مع برادفورد سيتي.